# هارولد برنارد سانت جون
هارولد برنارد سانت جون (بالإنجليزية: Harold Bernard St. John)‏ هو سياسي باربادوسي، ولد في 16 أغسطس 1931 في باربادوس، وتوفي في 29 فبراير 2004 في نفس البلد. حزبياً، نشط في حزب العمال. وقد انتخب عضو مجلس النواب لبربادوس ‏.